# زوزانا ماوريري
زوزانا ماوريري (وُلدت في 23 سبتمبر 1968) هي مُمثلة تلفزيونية وسينيمائية ومسرحية سلوفاكية، كما أنها مغنية. تعيش ماوريري في براتسيلافا مع زوجها أوندريه شوتخ، وهو مصمم رقصات ومدير مسرح. رُشحت ماوريري لأربعة جوائز سينيمائية محلية، وفازت بجائزتين من جوائز Sun in a Net Awards. كما أن ماوريري عضوة في أكاديمية التلفزيون والسينيما السلوفاكية.

## النشأة والتعليم
ماوريري هي طفلة وحيدة لعائلة من الموسيقيين. فأبيها هو بافل ماوريري، مغني صولو أوبرالي في المسرح الوطني السلوفاكي لسنوات عديدة، وأمها هي دارينا ماركوفيتشوفا، سوبرانوا كورال في مسرح New Scene / Nová scéna. وُلدت ماوريري في فترة التطبيع التشيكسلوفاكي، بعد فترة قليلة من التدخل العسكري النابع من اتفاقية وارسو في التشيكسلوفاكيا.
نشأت ماوريري في رخاء مادي بفضل والديها، حيث تقول: «غالبًا ما زار والدي إلى الغرب، ولذا ملابسي كانت غربية إلى حد كبير. كنتُ الأولى في مدرستي التي ترتدي بنطال بسحاب». ذهبت ماوريري إلى مدرسة إعدادية لمتحدثي اللغة الألمانية، وهناك تعلمت العزف على البيانو والرقص. وُلعت ماوريري بالعروض الغنائية حيث أن طرازها مختلف، ولكنها لما تكن على نفس درجة الشغف بالغناء في هذا النوع من العروض. وقالت ماوريري عن دراستها: «لقد قضيت طفولتي حبيسة غرفتي فيما كان والدي في جلساتهم التدريبية التي لا تنتهي. أردتُ أن أكون مضيفة وأن أدرس اللغات، ولهذا بدأت دراسة الإنجليزية والألمانية». ولكن أقنعها والديها بدراسة علم المعلومات في في براتيسلافا، وكان محور هذه الدراسة الفيزياء الرياضية. وبالرغم من التركيز على العلوم الطبيعية، أنهت ماوريري دراستها للتمثيل في أكاديمية علوم الآداء في براتيسلافا. درست ماوريري جنبًا إلى جنب مع ممثلين مشهورين مثل رومان بومايبو، وبيتر مانكوفيتسكي، وداجمار بركمايروفا، وزوزانا فاتشكوفا، وسليفيا فارجوفا.

## الحياة المهنية
مثلت ماوريري في عدد من الأفلام، القصيرة والطويلة، والإنتاجات التلفزيونية. كما أدت ماوريري عدد من الأدوار في مسرحيات مختلفة. كان أول ظهور مسرحي لها في عام 1985 في ريدوتا (وهو الاستوديو المسرحي الخاص بما عُرف بداية من 1993 باسم أكاديمية فنون الآداء في براتسيلافا). كما ظهرت ماوريري بجانب والدها في أوبرا يولانتا من تأليف بيتر إليتش تشايكوفسكي. كما مثلت ماوريري في العديد من المسرحيات الغنائية وغنت في تسجيلاتها.
شاركت ماوريري في تأليف الفيلم Jsem větší a lepší (2007)، الذي يجمع بين مشاهد الرسوم المتحركة والحركة الحية، مع مارتين دودا. حصل الفيلم على تقييم إيجابي في العديد من المهرجانات السينيمائية، كما تم ترشيح الفيلم لجائزة أفضل فيلم طلابي أجنبي من أكاديمية فنون وعلوم الصور المتحركة. كما صنعت ماوريري فيلمًا قصيرًا آخر بعنوان Almost There (2014) تحت اسمها المستعار Nonchalant. حاز الفيلم على جائزة أفضل مجموعة عمل في مهرجان 24 ساعة السينيمائي الدولي الثالث عشر الذي يُقام في بروكلين.